# Dysaphis pyraria
Dysaphis pyraria är en insektsart. Dysaphis pyraria ingår i släktet Dysaphis och familjen långrörsbladlöss. Inga underarter finns listade i Catalogue of Life.